# Charlotte Felicitas xứ Braunschweig-Lüneburg
Charlotte Felicitas xứ Braunschweig-Lüneburg (8 tháng 3 năm 1671 – 29 tháng 9 năm 1710) là một Công nữ người Đức. Charlotte Felicit và là một thành viên của Vương tộc Hannover, một nhánh của Vương tộc Welf. Thông qua hôn nhân, Charlotte Felicitas trở thành Công tước phu nhân xứ Modena và là một thành viên của Gia tộc Este, một nhánh khác của Vương tộc Welf.